# ميتين (كورنوال)
ميتين (بالإنجليزية: Mithian)‏ هي قرية تقع في المملكة المتحدة في كورنوال.

## معرض صور

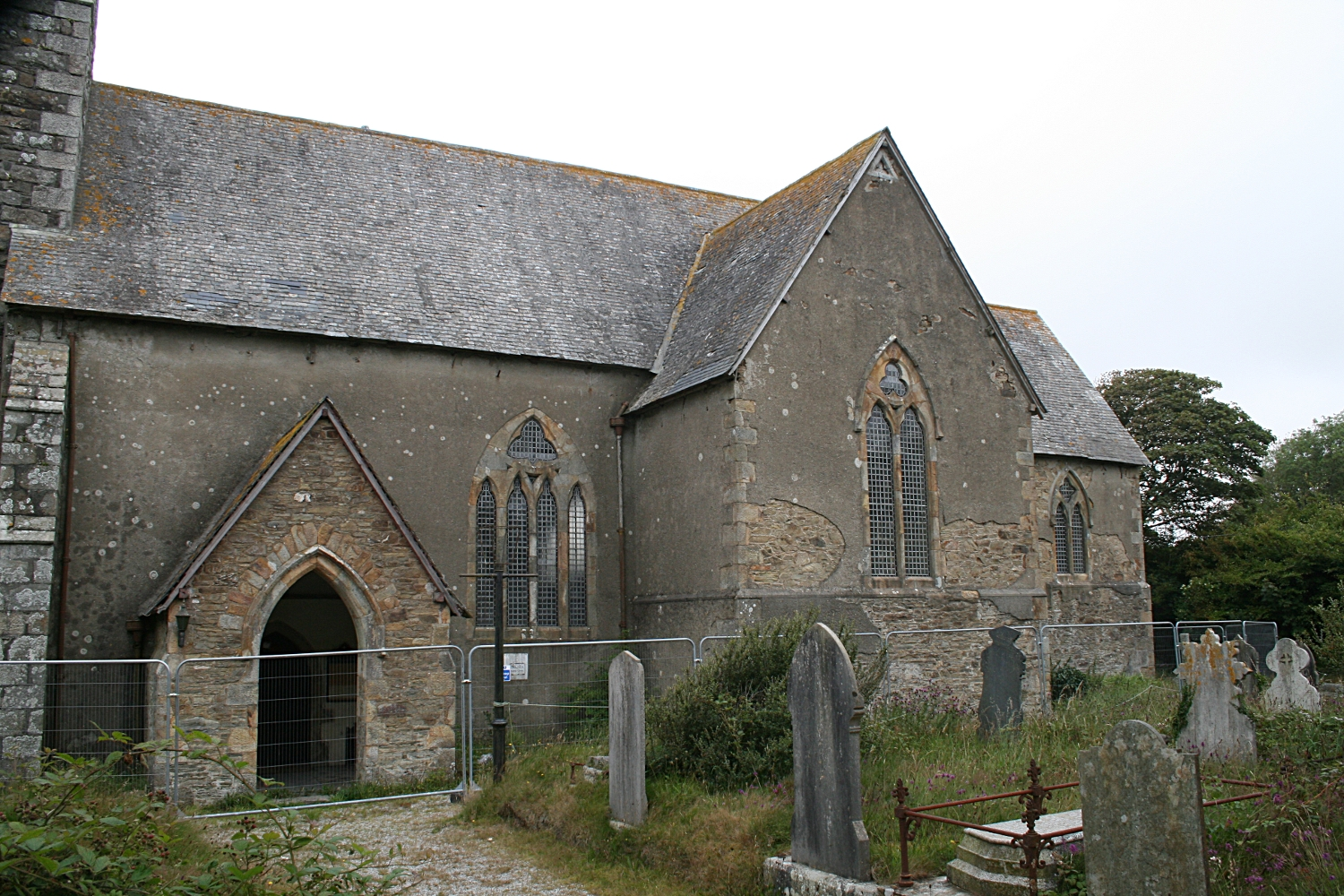
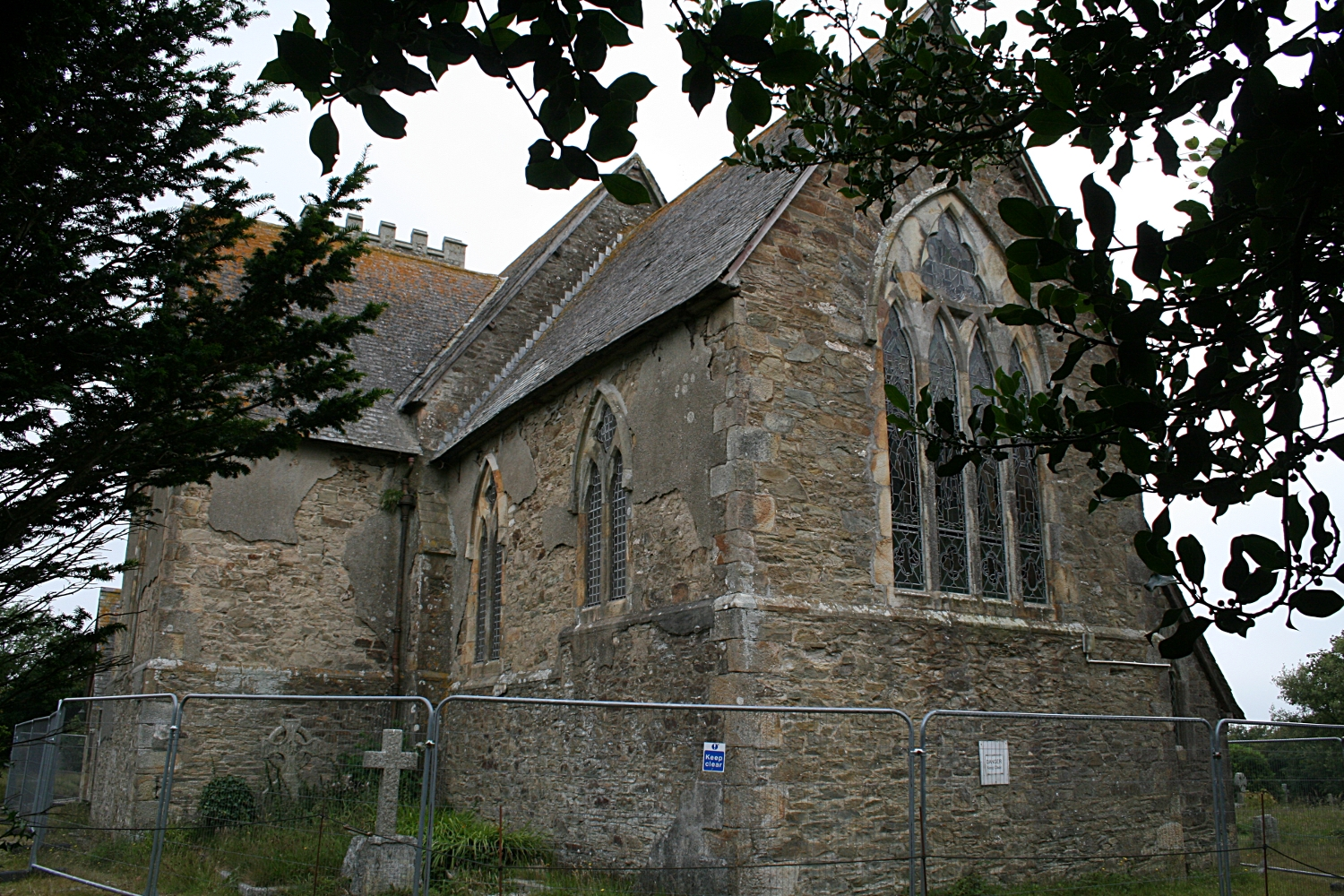
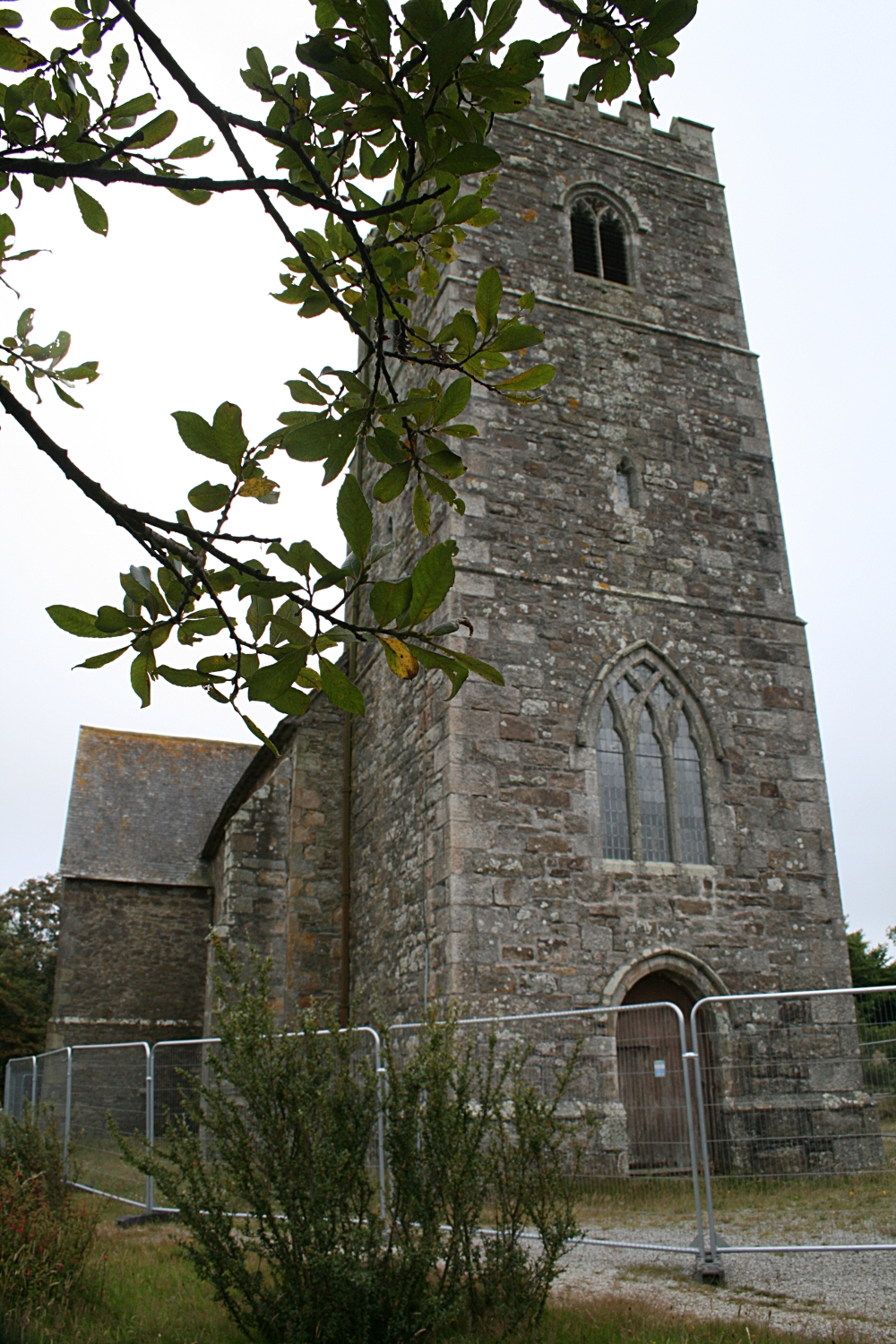